# اوهایو استیت
تیم فوتبال اوهایو استیت باک‌آیز به عنوان بخشی از زیر مجموعه لیگ دسته اول فوتبال کالجی ، نماینده دانشگاه ایالتی اوهایو در کنفرانس بیگ تن است. اوهایو استیت از سال ۱۹۲۲ بازی‌های خانگی خود را در ورزشگاه اوهایو در کلمبوس، اوهایو برگزار کرده است. 